# Registre national des lieux historiques dans le comté d'Amador

Localisation du comté d'Amador en Californie

Ceci est la liste des lieux historiques inscrits sur le registre national dans le comté d'Amador en Californie.
C'est censé être une liste exhaustive des propriétés et des districts des  lieux historiques du registre national dans le comté d'Amador, en Californie. Les coordonnées de latitude et longitude sont fournies pour la plupart des propriétés et les districts du registre national ; ces localisations peuvent être aperçues sur Google Map.
Il y a 21 propriétés et districts répertoriés sur le registre national dans le comté.

## Liste actuelle
| Position | ID       | Type | Nom                                       | Localisation | Ville        | Date d'inscription | Image               | Coordonnées                          | Description |
| -------- | -------- | ---- | ----------------------------------------- | --- | ------------ | ------------------ | ------------------- | ------------------------------------ | ----------- |
| 1        | 72000215 | NRHP | Amador County Hospital Building           | 708 Court St.                                                                                                   | Jackson      | 23 février 1972    |                     | 38° 21′ 08″ nord, 120° 45′ 59″ ouest |             |
| 2        | 86002412 | NRHP | John A. Butterfield House                 | 115 Broadway | Jackson      | 11 septembre 1986  |                     | 38° 20′ 49″ nord, 120° 46′ 15″ ouest |             |
| 3        | 92000979 | HD   | Chichizola Family Store Complex           | 1316-1330 Jackson Gate Rd.                                                                                      | Jackson      | 14 août 1992       |                     | 38° 22′ 03″ nord, 120° 46′ 23″ ouest |             |
| 4        | 82002169 | NRHP | Grace Blair DePue House and Indian Museum | 215 Court St.                                                                                                   | Jackson      | 7 mai 1892         |                     | 38° 20′ 58″ nord, 120° 46′ 13″ ouest |             |
| 5        | 78000655 | HD   | Fiddletown                                | Off CA 49 | Fiddletown   | 7 juin 1978        |                     | 38° 30′ 20″ nord, 120° 45′ 41″ ouest |             |
| 6        | 86000734 | NRHP | Five Mile Drive-Sutter Creek Bridge (en)  | Five Mile Drive                                                                                                 | Ione         | 11 avril 1986      |                     | 38° 21′ 14″ nord, 120° 57′ 27″ ouest |             |
| 7        | 71000133 | NRHP | Indian Grinding Rock (en)                 | Indian Grinding Rock State Historic Park                                                                        | Volcano      | 6 mai 1971         |                     | 38° 25′ 27″ nord, 120° 38′ 36″ ouest |             |
| 8        | 77000287 | NRHP | Ione City Centenary Church (en)           | 150 W. Marlette St.                                                                                             | Ione         | 26 mai 1977        |                     | 38° 21′ 00″ nord, 120° 55′ 58″ ouest |             |
| 9        | 00000365 | HD   | Jackson Downtown Historic District (en)   | Pratiquement le long de Main St. du 215 Main St. jusqu'au 14 Broadway                                           | Jackson      | 14 avril 2000      |                     | 38° 20′ 57″ nord, 120° 46′ 22″ ouest |             |
| 10       | 08001347 | HD   | Kennedy Mine Historic District            | 12594 Kennedy Mine Rd.                                                                                          | Jackson      | 22 janvier 2009    |                     | 38° 22′ 02″ nord, 120° 46′ 54″ ouest |             |
| 11       | 81000146 | NRHP | Kennedy Tailing Wheels (ceb)              | Jackson Gate Rd.                                                                                                | Jackson      | 7 juillet 2009     |                     | 38° 21′ 34″ nord, 120° 46′ 16″ ouest |             |
| 12       | 09001054 | NRHP | Kirkwood Lake Tract                       | 1/2 mile north of California State Route 88 along the shoreline of Lake Kirkwood in the Eldorado National orest | Pioneer      | 11 décembre 2010   |                     | 38° 42′ 23″ nord, 120° 05′ 18″ ouest |             |
| 13       | 75000423 | NRHP | Knight's Foundry and Shops (en)           | 13 Eureka St.                                                                                                   | Sutter Creek | 1er juillet 1975   |                     | 38° 23′ 36″ nord, 120° 47′ 00″ ouest |             |
| 14       | 07000507 | NRHP | William J. Paugh House (en)               | 406 Pitt St. | Jackson      | 5 juin 2007        |                     | 38° 21′ 05″ nord, 120° 46′ 14″ ouest |             |
| 15       | 75000422 | NRHP | Preston Castle (en)                       | Nord de Ione sur Preston Ave.                                                                                   | Ione         | 30 juillet 1975    |                     | 38° 21′ 40″ nord, 120° 56′ 09″ ouest |             |
| 16       | 86000385 | NRHP | Saint Sava Serbian Orthodox Church (en)   | 724 N. Main | Jackson      | 6 mars 1986        |                     | 38° 21′ 21″ nord, 120° 46′ 31″ ouest |             |
| 17       | 78000656 | NRHP | Scully Ranch (en)                         | Marlette St. | Ione         | 21 novembre 1978   | [[Fichier:\|100px]] | 38° 21′ 13″ nord, 120° 57′ 34″ ouest |             |
| 18       | 84000757 | NRHP | St. George Hotel (en)                     | 2 Main St. | Volcano      | 7 septembre 1984   |                     | 38° 26′ 31″ nord, 120° 37′ 47″ ouest |             |
| 19       | 76000477 | NRHP | Sutter Creek Grammar School               | entre les rues Broad et Cole                                                                                    | Sutter Creek | 12 décembre 1976   |                     | 38° 23′ 43″ nord, 120° 47′ 01″ ouest |             |
| 20       | 14000824 | NRHP | C.W. Swain House                          | 311 Church & 330 Buena Vista Sts.                                                                               | Ione         | 8 octobre 2014     |                     | 38° 21′ 01″ nord, 120° 55′ 58″ ouest |             |
| 21       | 14001148 | NRHP | George and Eliza Withington House         | 10 Welch Ln. | Ione         | 14 janvier 2015    |                     | 38° 21′ 17″ nord, 120° 56′ 02″ ouest |             |